# Wettberg (Adelsgeschlecht)

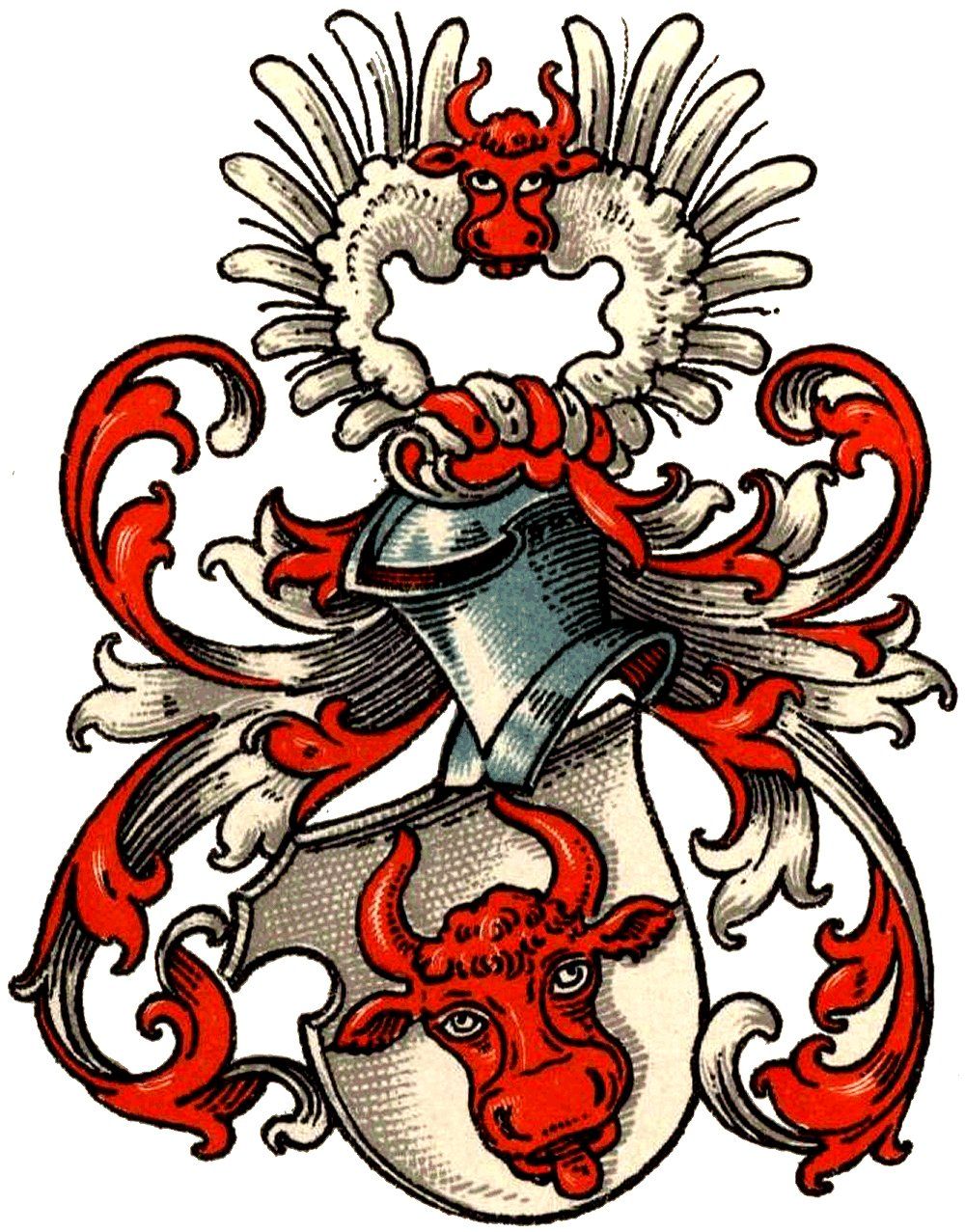
Wappen derer von Wettberg

Das adlige Geschlecht der Herren von Wettberg war bis ins 17. Jahrhundert im südwest-niedersächsischen Gebiet an der Oberweser und mittleren Leine ansässig. Das gleichnamige Stammhaus bei Hannover wurde 1338 zerstört. Ein Zweig wanderte im 15. Jahrhundert ins Baltikum aus, wo Mitglieder der Familie als livländischer Stiftsvogt und Gesandter des preußischen Ordensmeisters erscheinen. Die Namensform wechselte zwischen Watbergen, Wetberghe, Wet(d)berch, Weddeberch, Wedberg und Wettberg.

## Herkunft
Die urkundlich erste Erwähnung der Brüder Wulfhard und Ludolf von Watbergen im Jahr 1220 und die eines Lambert von Wettberg stammt aus dem Jahr 1224. Der namensgebende Sitz des Geschlechtes lag südwestlich von Hannover, in dem heute eingemeindeten Stadtteil Wettbergen. Vermutlich ging die Familie aus einem Ministerialengeschlecht der Bischöfe von Minden hervor und wurde in den Ritterstand erhoben, um die östliche Sprengelgrenze sichern zu helfen.

## Geschichte
Die wiedererstarkenden Welfen drängten den Einfluss des Mindener Bischofs bald wieder zurück und wurden ihrerseits zu Lehnsherren der Ritter von Wettberg. Diese verlagerten ihre Aktivitäten während des 14. Jahrhunderts zunehmend nach Südwesten Richtung Weser, in eine größere Distanz zu den selbstbewussten Bürgern Hannovers, die in einer Fehde ihren Sitz in Wettbergen verwüstet hatten. Dafür kam es in der Folgezeit zu Fehden mit der Stadt Hildesheim, die sich noch ausweiteten, als zwei Mitglieder der Familie von Wettberg 1385 die Burg Freden an der Leine als Pfandbesitz (bis 1400) erwarben und von hier aus Kaufleute und Reisende überfielen. 
Anfang des 15. Jahrhunderts verstärkten sich die Lehnsbindungen der Wettberger an die Grafen von Schaumburg, zugleich ließ sich ein Zweig der Familie in der kleinen Stadt (heute: Bad) Münder nieder, wo er als Inhaber eines Burghofes zur Mitwirkung an der Stadtverteidigung verpflichtet war.
Im letzten Viertel des 15. Jahrhunderts war ein Herr von Wettberg in diplomatischer Mission in Ostfriesland tätig und stand als Hauptmann in Kriegsdiensten der Hansestadt Hamburg.

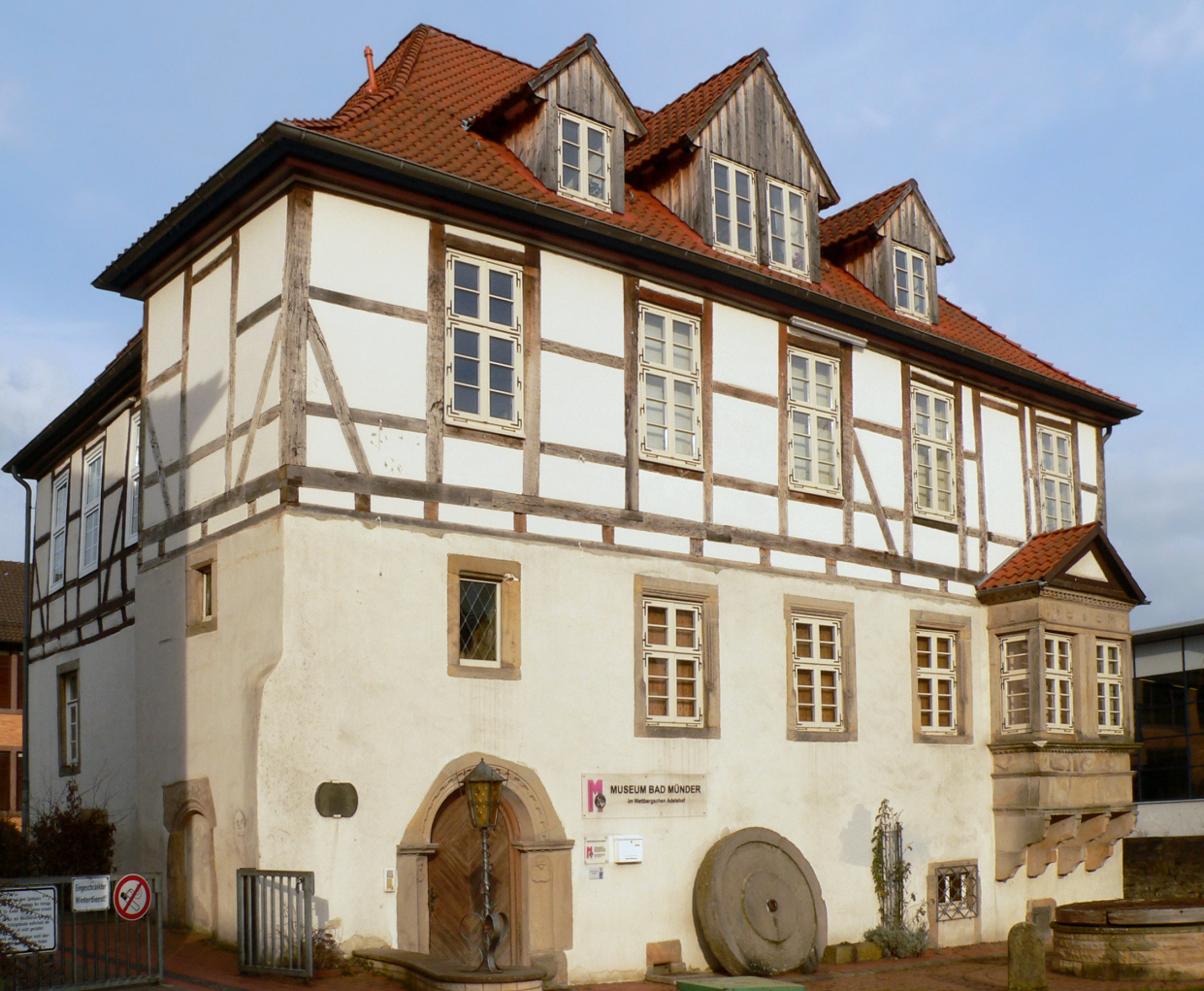
Wettbergscher Adelshof in Bad Münder

Von 1478 bis 1560 war Oldendorf (heute: Hessisch-Oldendorf) an der Weser bedeutender Sitz der Familie, danach wurde er von Münder abgelöst, wo das Geschlecht 1644 im Mannesstamm ausstarb. Ein Spross aus einer Nebenlinie im Stift Münster konnte sich erbrechtlich nicht durchsetzen.
Das im Untergeschoss renaissance-zeitliche Herrenhaus der Familie von Wettberg in Münder ist heute Museum für Stadt- und Regionalgeschichte.
Am 30. Juli 1648 erlangte Fromhold Wettberg die Immatrikulation bei der Kurländischen Ritterschaft, die 1841 auf das Gesamtgeschlecht erweitert wurde.

## Bekannte Namensträger
- Tönnies von Wettberg (ca. 1500–1562), verheiratet in 1. Ehe mit Katharina von Münchhausen, in 2. Ehe mit Jutta von Lenthe. 1526 überfiel er eine bremische Gesandtschaft, wobei der Syndikus der Stadt erschlagen wurde. 1541 verwundete er seinen Verwandten Levin von Zerssen tödlich. 1543 nahm er als Rittmeister am Burgundischen Krieg teil. Sein einziger Sohn Heinrich geriet 1553 in türkische Gefangenschaft, worauf der Vater vergeblich einen Großteil seines Vermögens verpfändete, um dessen Freilassung zu erwirken. Der Streit um sein Erbe führte zu jahrzehntelangen Auseinandersetzungen.

- Christoffer von Wettberg (–1583). Ließ das Herrenhaus in Münder errichten. Am 16. Januar 1583 wurde er oberhalb von Nettelrede bei Forstarbeiten von einem Baum erschlagen. Seine Nachkommen setzten an der Stelle einen Gedenkstein ("Junkerstein" oder "Wettbergstein"[2]), der auch heute noch dort steht. Die Inschrift der Vorderseite lautet: "Anno Dni 1583, den Januarij 16 de edle und erndtvert Christoffer van wetberg dorch einen bohm hirsülvest dodtgevallen. Siner selen got gnedich sy." Die Inschrift der Rückseite: "De ungluckliche bohm".

- Jobst Asche von Wettberg (1578–1644), verheiratet in 1. Ehe mit Katharina von Alten, in 2. Ehe mit Anna Maria von Berkefeld. 1601 fiel ihm als einem von drei Brüdern durch Los der Herrenhof in Münder zu, den er zu Beginn des Dreißigjährigen Krieges vor dem Konkurs rettete. 1624 saß er als herzoglicher Kommissar auf der Festung Stolzenau an der Weser und wurde im folgenden Jahr mit der Verteidigung der Festung Calenberg gegen die Truppen des kaiserlichen Feldherrn Tilly betraut. Die unzureichende Versorgung mit Mannschaften und Munition zwangen ihn aber nach drei Wochen zur Kapitulation. Jobst Asche musste in seinen letzten Lebensjahren, zunehmend an der Gicht leidend, den Tod aller seiner aktiv im Krieg tätigen Söhne, durch Pest und andere "hitzige Krankheiten", erleben, bevor er 66-jährig starb und im Erbbegräbnis der Familie vor Münder beigesetzt wurde.

## Wappen

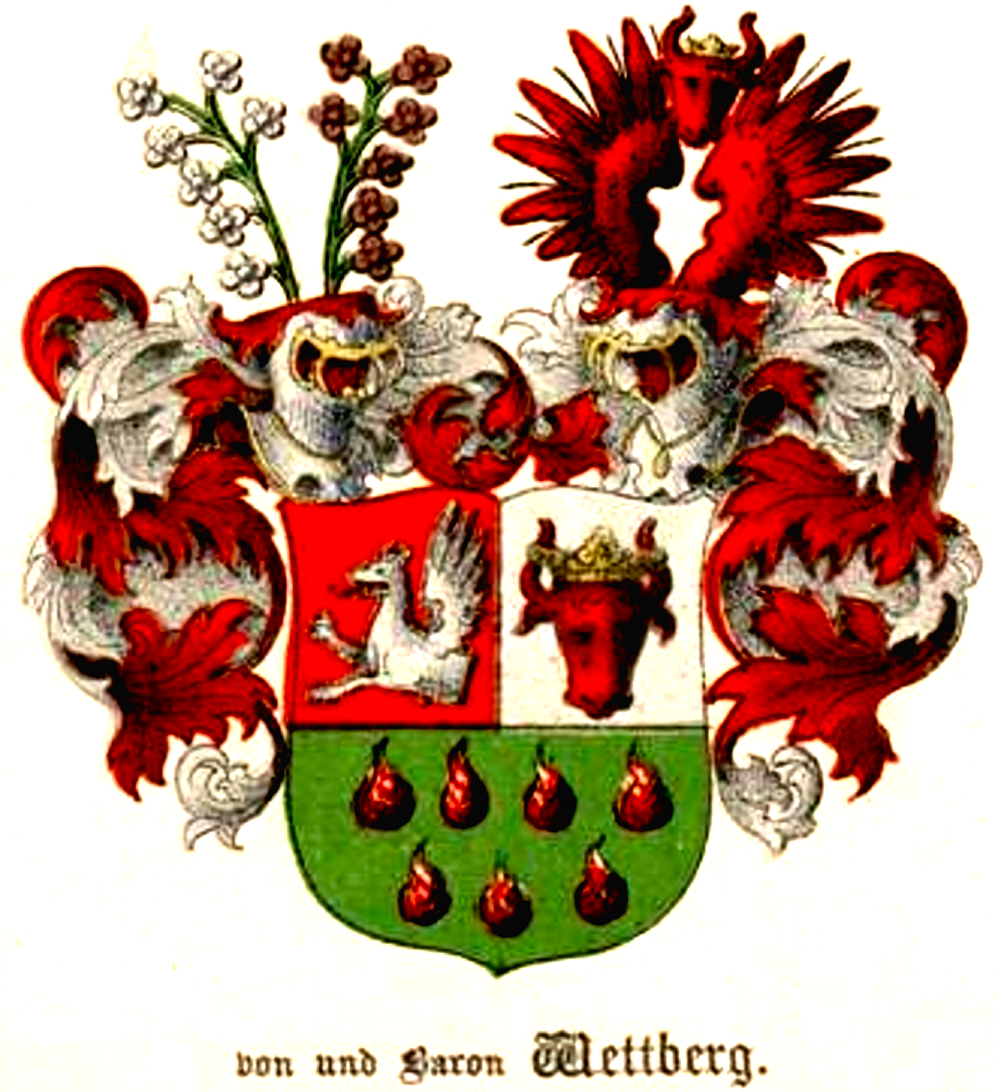
Wappen der Barone von Wettberg

In frühester Zeit wurden von verschiedenen Zweigen der Familie drei unterschiedliche Wappen verwendet: Drei Schrägbalken, ein fliegender Drache (Wolf?) und ein offenes Flügelpaar. 
Spätestens im 15. Jahrhundert setzt sich allerdings mit dem Ochsenkopf ein neues Motiv durch, während das offene Flügelpaar als Helmzier nach oben rückt. Diese Wappenänderung hängt möglicherweise mit einer Verschwägerung mit einem anderen ritterbürtigen Geschlecht im Gebiet der Oberweser zusammen.